# 1943年8月1日日食
1943年8月1日日食是一次日環食，發生於1943年8月1日。新月當天（即朔日），地球上觀測到月球和太阳的角距離極小，此時月球如果恰好在月球交點附近，穿過太阳和地球之間，與地球、太阳接近一直線，則會出現日食。月球穿過太阳和地球之間，但距地球較遠，本影未能接觸地表，而使偽本影覆蓋的區域內看到月球的角直徑小於太陽，就形成日環食，同時在偽本影兩側數千公里的半影範圍內形成日偏食。此次日環食經過了法屬馬達加斯加的阿姆斯特丹島，日偏食則覆蓋了馬來群島的大部分、澳大拉西亞及周邊部分地區。

## 日食概況

### 出現區域
凱爾蓋朗群島西北約910公里處的南印度洋洋面在日出時最先看到日環食，此後月球偽本影先向東北再向東南劃過南印度洋，途中覆蓋了阿姆斯特丹島，又在澳大利亚西澳大利亚州西南約590公里處達到最大食分，最終在日落時分結束於麦夸里岛以南約340公里的洋面。
此次偽本影覆蓋的絕大部分都是海洋，陸地僅有很小的：
- 法屬馬達加斯加（今屬法屬南部和南極領地）：阿姆斯特丹島。[3][4]

除了上述狹窄的環食帶內能看到日環食之外，月球半影覆蓋範圍內都能看到日偏食，包括马达加斯加島東半部、馬來半島、馬來群島西部和西南部、澳大利亚、新喀里多尼亞、新西兰，及南极洲靠近澳大利亚的一部分。

### 基本參數
- 類型：日環食
- 食甚中心處（位於西澳大利亚州西南約590公里的南印度洋）資料：
  - 時間：1943年8月1日4:15:46.9
  - 地點：34°50.1′S 108°33.3′E / 34.8350°S 108.5550°E
  - 食分：0.9409（環食帶內最大）
  - 日環食持續時間：6分58.9秒

## 相關的日食

### 1942-1946年的日食
月球交替位於相對的月球交點時，以半個交點年（食年），即約177天又4小時間隔出現下列日食。
註：1942年3月16日和1942年9月10日的日偏食屬於上一組交點年系列。1946年5月30日和1946年11月23日的日偏食屬於下一組交點年系列。
| 升交點   | 升交點                   |          | 降交點                  | 降交點 |
| 沙羅周期 | 地圖                     | 沙羅周期 | 地圖                    |        |
| 115      | 1942年8月12日 偏食（南） | 120      | 1943年2月4日 全食       |        |
| 125      | 1943年8月1日 環食        | 130      | 1944年1月25日 全食      |        |
| 135      | 1944年7月20日 環食       | 140      | 1945年1月14日 環食      |        |
| 145      | 1945年7月9日 全食        | 150      | 1946年1月3日 偏食（南） |        |
| 155      | 1946年6月29日 偏食（北） |          |                         |        |

### 沙羅周期
沙羅周期長度為18年11天。本次日食屬於沙羅周期125，共包含73次日食，依次為1060年2月4日至1258年6月3日的12次日偏食、1276年6月13日至1330年7月16日的4次日全食、1348年7月26日至1366年8月7日的2次全環食（亦稱混合食）、1384年8月17日至1979年8月22日的24次日環食、1997年9月2日至2358年4月9日的21次日偏食，總共歷時1298.17年。其中最長的全食發生於1294年6月25日，共持續了1分11秒。
下表列舉了1901年至2100年間發生的屬於該周期的日食，是第48至58次：
| 48             | 49             | 50            |
| -------------- | -------------- | ------------- |
| 1907年7月10日  | 1925年7月20日  | 1943年8月1日  |
| 51             | 52             | 53            |
| 1961年8月11日  | 1979年8月22日  | 1997年9月2日  |
| 54             | 55             | 56            |
| 2015年9月13日  | 2033年9月23日  | 2051年10月4日 |
| 57             | 58             |               |
| 2069年10月15日 | 2087年10月26日 |               |

## 資料來源
1. ↑  樊忠玉. . 中国天文科普网.   [2016-03-27]. （原始内容存档于2014-09-17）.
2. 1 2  Fred Espenak. . NASA Eclipse Web Site.   [2016-03-27]. （原始内容存档于2020-10-20）.（英文）
3. ↑  Fred Espenak. . NASA Eclipse Web Site.   [2016-03-27]. （原始内容存档于2020-10-20）.（英文）
4. ↑  Xavier M. Jubier. .   [2016-03-27]. （原始内容存档于2019-11-03）.（法文）（英文）
5. ↑  Fred Espenak. . NASA Eclipse Web Site.   [2016-03-27]. （原始内容存档于2008-08-29）.（英文）
6. ↑  Fred Espenak. . NASA Eclipse Web Site.（英文）

## 外部連結
- NASA日食專頁（页面存档备份，存于）（英文）
- 可見區域圖和時間統計：由弗雷德·埃斯佩纳克做出的日食預報，NASA/GSFC
  - Google互動地圖呈現的日食範圍
  - 貝塞爾元素
- Google地圖顯示的日環食和日偏食範圍（页面存档备份，存于）（法文）（英文）

| \| \| 日食 \|                            |                             |                                           |
| 上一次日食： 1943年2月4日日食 （日全食） | 1943年8月1日日食 （日環食） | 下一次日食： 1944年1月25日日食 （日全食） |
| 上一次日環食： 1941年3月27日日食         | 1943年8月1日日食 （日環食） | 下一次日環食： 1944年7月20日日食          |
|                                          | 日食                        |                                           |